# Neolophonotus congoensis
Neolophonotus congoensis är en tvåvingeart som först beskrevs av Ricardo 1920.  Neolophonotus congoensis ingår i släktet Neolophonotus och familjen rovflugor.
Artens utbredningsområde är Kongo. Inga underarter finns listade i Catalogue of Life.